# 蔡侯祠
蔡侯祠位于中国湖南省耒阳市城区蔡子池旁，原为东汉蔡伦的故宅，其发明造纸术后，封为龙亭侯，后人立祠纪念。

## 历史
始建年代已不可考。元至元四年（1338年）耒阳知州陈宗义重修。后几经兴废，清康熙、乾隆年间两次重修，现存祠堂为清末重建。1958年、1981年先后维护。

## 结构
座北朝南，为砖木结构，红墙壁，小青瓦。长23.9米，宽17.94米。
门额镌“蔡侯祠”三个大字，门联为“芳池月映；故宅风存”。
祠前有蔡子池。